# Sì… incoerenza
Sì… incoerenza — седьмой студийный альбом итальянской певицы Патти Право, выпущенный в 1972 году на лейбле Philips Records.

## Об альбоме
На данном альбоме Патти Право сотрудничает с певцом и композитором Лео Ферре, вместе с которым записывает итальянские кавер-версии на известные песни: «Piccino» (оригинал «Petite») и «Col tempo» («Avec le temps»), сам Ферре исполняет на альбоме две инструментальные композиции с названием «La solitudine», открывающие и закрывающие запись.
Среди прочих, альбом содержит такие песни как «Per me amico mio», италоязычный кавер на популярную песню дуэта Сонни и Шер «A Cowboy’s Work Is Never Done», «Non so perché mi sto innamorando», итальянская версия «The Way of Love» (также исполняемая Шер), и «A modo mio» (италоязычная версия песни «My Way» из репертуара Фрэнка Синатры). Песню «Valsinha» была записана в том же году певицей Мией Мартини и включена в её альбом Nel mondo, una cosa (1972).
Некоторые песни были позже записаны певицей на различных языках: «Io» (на испанском — «Yo») и «Non so perché mi sto innamorando» (на английском — «The Way Of Love»).
С альбома был выпущен один сингл «Io / Un po’ di più», который не получил большого успеха в чартах. Сам альбом добрался до двенадцатого места в еженедельном хит-параде, в то время как в годовом рейтинге стал сорок пятым. Данный альбом стал последним сотрудничеством певицы с лейблом Philips Records.

## Список композиций
| №  | Название                           | Автор(ы)                                                            | Длительность |
| -- | ---------------------------------- | ------------------------------------------------------------------- | ------------ |
| 1. | «La solitudine»                    | Лео Ферре                                                           | 0:55         |
| 2. | «A modo mio»                       | Андреа Ло Веккьо, Альберто Теста, Жак Рево, Клод Франсуа, Жиль Тибо | 4:24         |
| 3. | «Lover Man»                        | Джими Дэвис, Джимми Шерман, Роджер Рамирес                          | 5:21         |
| 4. | «Valsinha»                         | Серджо Бардотти, Винисиус ди Морайс, Шику Буарки                    | 1:24         |
| 5. | «Non so perché mi sto innamorando» | Альберто Теста, Элл Стиллман, Жак Диваль                            | 2:16         |
| 6. | «Col tempo»                        | Энрико Медали, Лео Ферре                                            | 4:40         |

| №  | Название           | Автор(ы)                             | Длительность |
| -- | ------------------ | ------------------------------------ | ------------ |
| 1. | «Solo un uomo»     | Луиджи Капелло, Марио Ченчи          | 4:08         |
| 2. | «Per me amico mio» | Андреа Теста, Сонни Боно             | 3:10         |
| 3. | «Io»               | Клаудио Кавалларо, Джанкарло Бигацци | 3:53         |
| 4. | «Un po’ di più»    | Шел Шапиро, Серджо Бардотти          | 3:35         |
| 5. | «Piccino»          | Энрико Медали, Лео Ферре             | 4:09         |
| 6. | «La solitudine»    | Лео Ферре                            | 0:59         |

## Чарты

### Еженедельные чарты
| Чарт (1972)              | Высшая позиция |
| ------------------------ | -------------- |
| Италия (Musica e dischi) | 12             |

### Годовые чарты
| Чарт (1972)              | Позиция |
| ------------------------ | ------- |
| Италия (Musica e dischi) | 45      |